# وایکینگ ساپلای شیپس
وایکینگ ساپلای شیپس (انگلیسی: Viking Supply Ships) شرکت ترابری و کشتیرانی نروژی است، که در سال ۱۹۹۰ تأسیس شد و هم‌اکنون زیرمجموعه‌ای از شرکت کیستفوس می‌باشد.